# كاوة عليا (مقاطعة دلفان)
كاوة عليا (بالفارسية: کاوه علیا) هي قرية تقع في قسم كاكاوند الشرقي الريفي (مقاطعة دلفان) في إيران. يقدر عدد سكانها بـ 35 نسمة بحسب إحصاء 2016.